# ثورة الشريط الأزرق (كتاب)
ثورة الشريط الأزرق (إنشاء عالم ما بعد الفقر) هو كتاب للفائز بجائزة دبي العطاء لعام 2012 والناشط المجتمعي (Viswanathan Manikan).
بحث الكتاب في جانب المسؤولية الاجتماعية للشركات (CSR) كأداة للجهود المقاسة للتخفيف من حدة الفقر مع مواءمة أهداف العمل. في كتاب مانيكان يضرب على النقيض بين الثروة المفرطة مقابل الفقر الصارخ وعدم كفاية توزيع الموارد عبر المناطق المحرومة عالميا.
تبرز الأفكار حول الجهود التنموية والإغاثية الرئيسية عبر الحكومات، والمنظمات متعددة الأطراف، والمنظمات غير الحكومية (NGO)، والأفراد. لكن أهم ما يميز هذا الكتاب هو المسؤولية الاجتماعية للشركات
وممارساتها بعيدة المدى والمستدامة التي أدت إلى تغييرات قابلة للقياس وتحسين الظروف عبر المناطق الاقتصادية.